# 1512 Оулу
1512 Оулу (енгл. 1512 Oulu) је астероид са пречником од приближно 82,72 .
Афел астероида је на удаљености од 4,546 астрономских јединица (АЈ) од Сунца, а перихел на 3,346 АЈ.
Ексцентрицитет орбите износи 0,152, инклинација (нагиб) орбите у односу на раван еклиптике 6,496 степени, а орбитални период износи 2863,718 дана (7,840 година).
Апсолутна магнитуда астероида је 9,62 а геометријски албедо 0,036.
Астероид је 18. марта 1939. године открио фински астроном Хејки Аликоски и дао му име Оулу у част истоименог шведског града.